# Sabinada
Sabinada – powstanie w prowincji Bahia (obecnie stan Bahia) w Regionie Północno-Wschodnim Brazylii, które miało miejsce w latach 1837-38 roku. Nazwa pochodzi od nazwiska jego przywódcy, Francisco Sabino. Celem powstańców było wyrażenie sprzeciwu wobec polityki rządu w Rio de Janeiro i utworzenie tymczasowej republiki do momentu objęcia władzy przez cesarza Piotra II.

## Tło historyczne
W latach 1831–1840 w Brazylii miał miejsce okres regencji. Pierwszy cesarz Brazylii Piotr I abdykował na rzecz swojego 5-letniego wówczas syna Piotra II, który nie był jeszcze zdolny do objęcia rządów. Ustanowiono zatem trzech regentów, którzy mieli sprawować władzę w jego imieniu. W 1835 roku trzech regentów zastąpił jeden i funkcję tę objął duchowny Diogo Antônio Feijó, a dwa lata później konserwatysta Pedro de Araújo Lima.  
W okresie regencji w całej Brazylii dochodziło do licznych powstań i rewolt, których uczestnicy mieli różne cele: walczyli o zniesienie niewolnictwa, próbowali uzyskać autonomię od władzy centralnej, a także wyrażali niezadowolenie z powodu wprowadzenia regencji. W prowincji Bahia, wydarzeniem poprzedzającym Sabinadę była Rewolta Malês - powstanie niewolników wyznania muzułmańskiego, których celem było wyzwolenie wszystkich wyznających islam. 

## Przyczyny rewolty
Wraz z początkiem rządów regenta Araújo Limy nastąpił koniec względnej autonomii, jaką wcześniej cieszyły się prowincje. Bahia nie zaakceptowała polityki centralizacji kraju i stało się to jedną z przyczyn rewolty w 1837 roku. 
Do innych przyczyn należały:
- Niezadowolenie z powodu sprawowania przez Portugalczyków wielu wysokich urzędów w Brazylii - niepodległość jeszcze nie okrzepła i silne były nastroje antyportugalskie[4]
- Uznanie rządów sprawowanych przez regentów za bezprawne i nielegalne[5]
- Obowiązkowy pobór do wojska - żołnierze mieli być następnie wysłani do walki w Powstaniu Farrapos na południu kraju[5]

## Przebieg rewolty
Na czele buntowników stanął lekarz i dziennikarz Francisco Sabino Álvares da Rocha Vieira. Powstanie zmobilizowało głównie klasę średnią, intelektualistów oraz wojsko. Nie brali w nim udziału niewolnicy ani ich właściciele, chociaż na poparcie tych ostatnich liczyli rebelianci. Bunt rozpoczął się w Salvadorze rankiem 7 listopada 1837 roku. Tego dnia Francisco Sabino ogłosił ustanowienie tymczasowej Republiki Bahijskiej (República Bahiense), która miała istnieć do momentu objęcia władzy przez niepełnoletniego jeszcze cesarza Piotra II.  
Sabinos, jak nazywani byli powstańcy, zajęli teren fortu Fortaleza de São Pedro, a stacjonujący tam żołnierze przyłączyli się do rewolty. Podobnie postąpił kontyngent wojska, przysłany jako pierwszy przez władze centralne do stłumienia buntu. Rebelianci zajęli ważne obiekty w mieście, między innymi kilka fortów wojskowych oraz siedzibę Rady Miasta, gdzie podpisano akt założycielski nowej republiki, a gubernator Francisco de Souza Paraíso został zmuszony do ustąpienia ze stanowiska. Sekretarzem rządu Republiki Bahijskiej został Sabino, a kilku innych liderów buntu zostało mianowanych ministrami. 
Sabinos zdołali utrzymać władzę w Salvadorze przez cztery miesiące. W tym czasie rząd centralny mianował nowego gubernatora, w miejsce odwołanego Paraíso oraz wysłał żołnierzy w celu stłumienia rebelii. Wojsko zablokowało drogi morskie, prowadzące do Salvadoru i  rebeliantom wkrótce zaczął doskwierać głód. Przegrywali też mniejsze potyczki z wojskami rządowymi, a wkrótce niektórzy dowódcy rebelii zaczęli zmieniać front. Pod koniec stycznia 1838 roku sytuacja buntowników w Salvadorze była już dramatyczna, a miasto zostało otoczone “kordonem sanitarnym” przez siły rządowe. Szesnaście statków strzegło wód przybrzeżnych miasta, blokując je. 
W marcu rozegrały się decydujące walki, a ich kulminacja nastąpiła w dniach 13-15 marca 1838 roku. W tych dniach wojsko i rebelianci prowadzili potyczki na ulicach Salvadoru. Siły rządowe pod dowództwem komendanta Crisóstomo Calado były niezwykle brutalne - dokonano podpaleń wielu domów, a z rąk żołnierzy śmierć poniosło ponad tysiąc sabinos. Inne źródła mówią o blisko dwóch tysiącach zabitych. 
Po stłumieniu rewolty, ponad trzy tysiące buntowników trafiło do więzienia. Trzech liderów zostało skazanych na śmierć, a innych trzech na wygnanie. Główny przywódca, Francisco Sabino, został zesłany do Mato Grosso.